# Biofilie
Biofilie betekent letterlijk “houden van het leven”. De term bestaat uit de Griekse stam “bio” (het leven) en achtervoegsel “-filie” (“houden van”). 
Edward O. Wilson lanceerde in 1984 het idee dat mensen van nature de neiging hebben een band te zoeken met de natuur, en met andere levensvormen. Hij noemde dit de “biofilie-hypothese”, een natuurlijke behoefte aan andere levensvormen.
Toch was Wilson niet de eerste die het concept gebruikte. De Duits-Amerikaanse psycholoog Erich Fromm ontwikkelde het concept eerder in een ethische context, als “liefde voor het leven”, in zijn boek The heart of man : its genius for good and evil (1964). Voor Erich Fromm, was biofilie de liefde voor alles wat leeft, filokalia, voor alles wat mooi is.